# Raya (Empire ottoman)
Pour les articles homonymes, voir Raya (homonymie).
Une raya ou raïa est une marche militaire de l'Empire ottoman gouvernée par le commandant d'une forteresse. Par métonymie, ses habitants gyaours (non-musulmans), aussi appelés rayas ou « raïas », ne sont pas directement soumis au service militaire mais sont mis au service des troupes ottomanes et doivent s'acquitter de l'« impôt sur le sang » ou « tribut du sang » (en turc ottoman دوشيرمه devşirme) et du kharadj (double-capitation). Il y eut de nombreuses rayas sur les frontières ottomanes au cours du temps, créées à la suite de la prise de forteresses chrétiennes par les Turcs, puis progressivement intégrées aux provinces de l'Empire ottoman.